# ぎょうざのまるおか
ぎょうざのまるおかは株式会社ぎょうざの丸岡（ぎょうざのまるおか）が展開する餃子店。
株式会社ぎょうざの丸岡は宮崎県都城市に本社および工場を置く日本の食品加工会社である。
主に餃子を中心に食品を製造する。2005年（平成17年）に現在の会社および工場が完成した。
2025年（令和7年）7月1日に「有限会社ぎょうざの丸岡」から「株式会社ぎょうざの丸岡」へ組織変更した。

## 企業

### 店舗
- 宮崎県、鹿児島県、熊本県、福岡県、に16店舗を置いている。インターネットなどでの通信販売は全国発送可。大阪府、兵庫県にも出店していたが、2023年3月に撤退した。

### 工場
- 本社工場 宮崎県都城市志比田町
- 吉尾工場 宮崎県都城市吉尾町

## 主要商品
- 餃子[注 1]
- しょうが入り餃子[注 2]
- 餃子のタレ
- 日向夏のタレ
- 水餃子のタレ

## 沿革
- 1947年（昭和22年） - 前身である丸岡精肉店が開業。
- 1989年（平成元年） - 初の餃子専門店「餃子の丸岡タカオ店」が開業する。
- 1994年（平成6年） - 工場を北諸県郡三股町に置く。
- 2001年（平成13年） - 都城市吉尾町に吉尾工場完成。
- 2005年（平成17年） - 都城市志比田町に本社工場完成。
- 2007年（平成19年） - 開業60周年。

## エピソード
- ぎょうざの丸岡は元々丸岡精肉店と言う精肉店だった。そこで惣菜として餃子を販売して大盛況。1989年（平成元年）に餃子専門店を開業することに。その後店を増やしていった[2]。